# Scotch whisky
Le scotch whisky, ou plus simplement le scotch, est le nom couramment utilisé pour qualifier le whisky en provenance d'Écosse.

## Réglementation
Cette appellation est protégée par une loi de 1988, le Scotch Whisky Act, qui dispose que le scotch doit être distillé et vieilli en Écosse pendant au moins trois ans. Le texte précise que :
« Whisky désigne un spiritueux

(a) élaboré par distillation d'un moût de céréales qui a été
(i) saccharifié par diastase du malt qu'elle contient, avec ou sans ajout d'autres enzymes naturelles,

(ii) fermenté par l'action de levures, à un degré d'alcool de moins de 94,8 % du volume de manière que le distillat ait un arôme et un goût dérivés des matières premières utilisées ;
(b) vieilli pendant au moins trois ans dans des tonneaux en bois d'une capacité n'excédant pas 700 litres. »

## Histoire
La première trace de whisky en Écosse remonte à 1494. Il s'agit d'une note se référant à la production d’eau-de-vie dans un document officiel l'Exchequer's roll qui précise « 8 bolls of malt to Friar John Cor, by order of the King to make aqua vitae », témoignage d'une pratique déjà bien installée. On considère généralement que les moines de Dál Riata firent profiter les Écossais de leurs connaissances dans le domaine de la distillation lorsqu'ils vinrent évangéliser les Pictes de Calédonie.

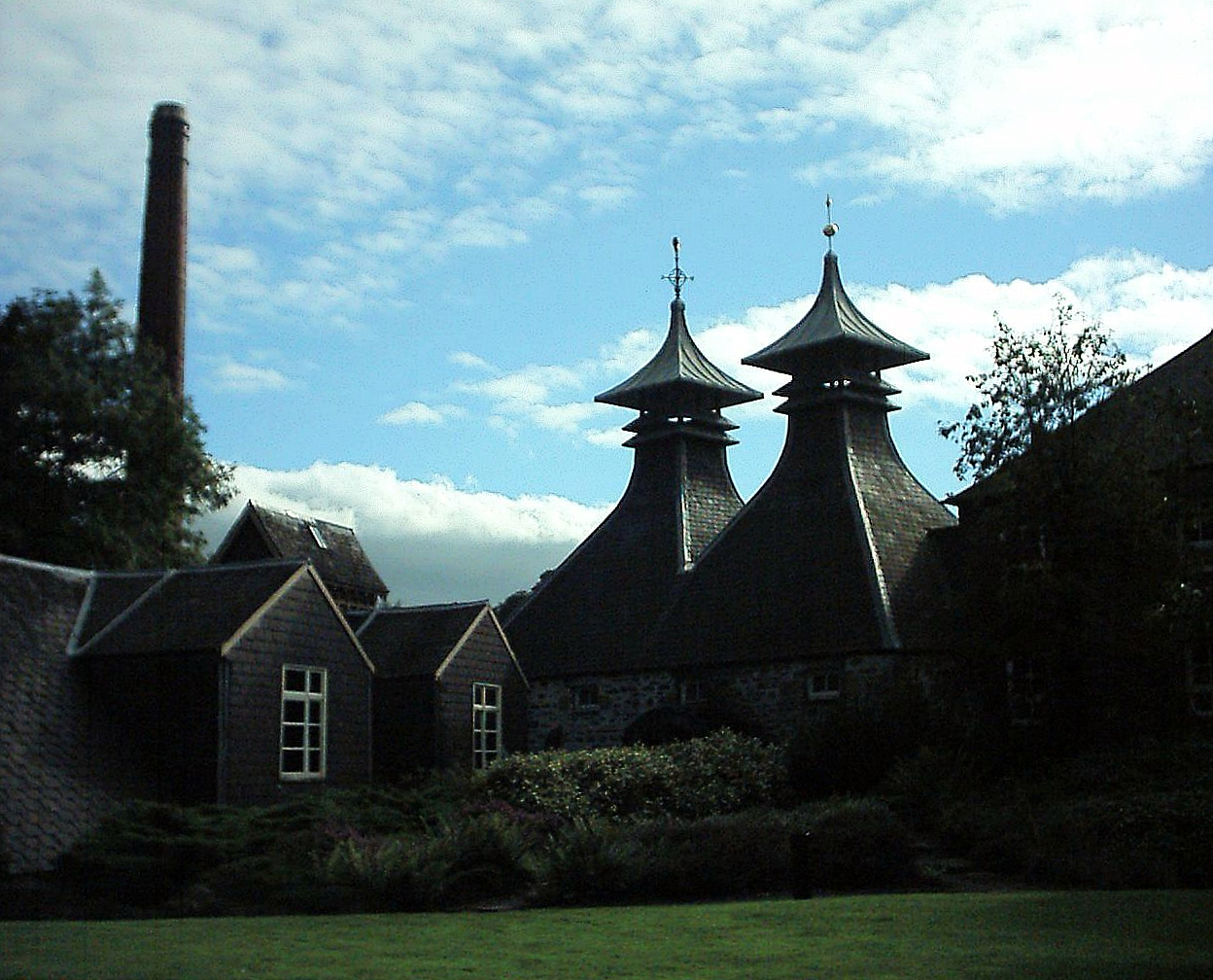
La distillerie Strathisla.

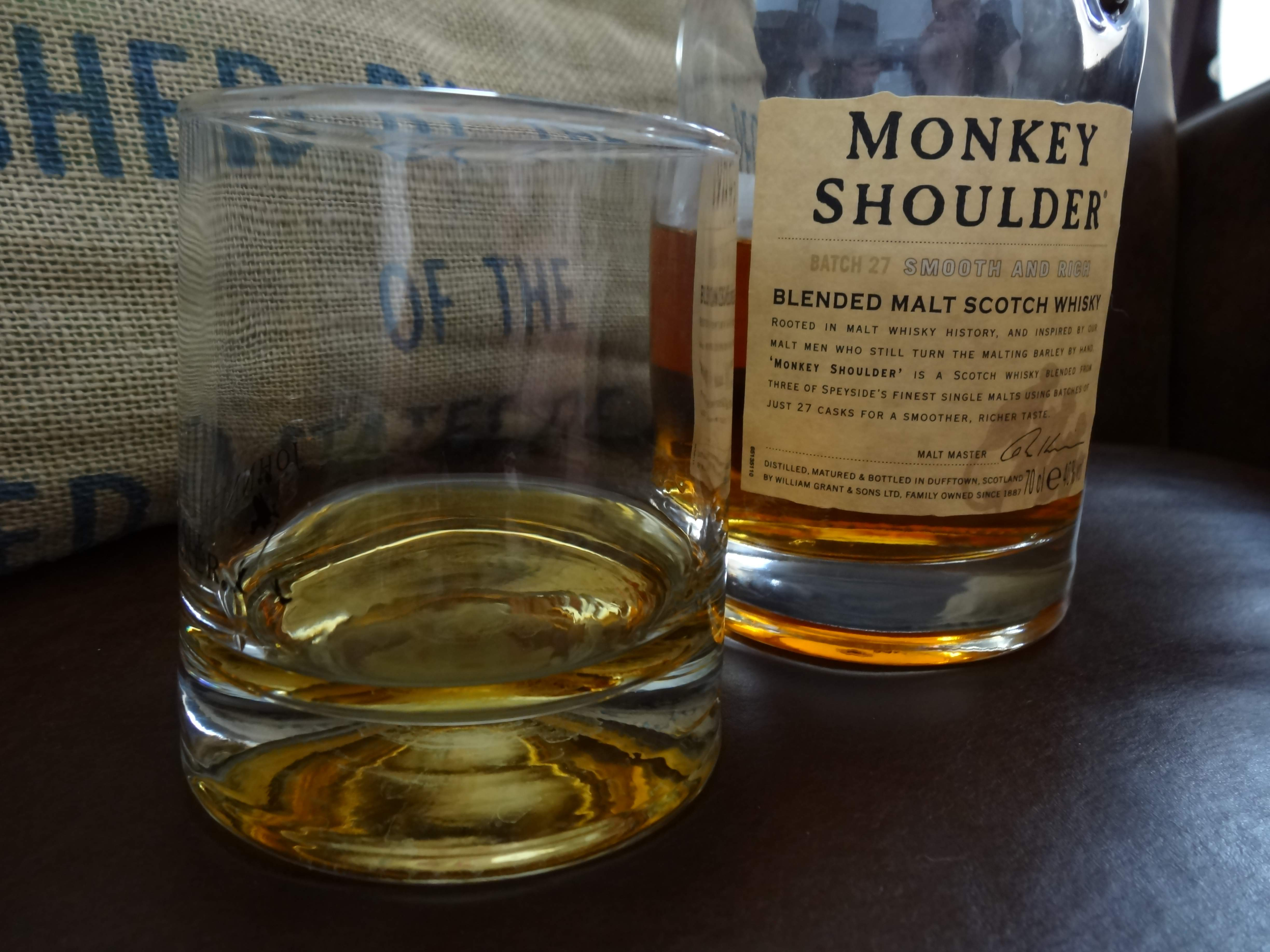
Scotch blended whisky.

Au XVIe siècle, la mise au point de systèmes de refroidissement à eau permettent une nette amélioration qualitative qui accélère le développement économique du whisky écossais. La dissolution des monastères anglais puis écossais amène les moines à se fondre à la population et à communiquer leur savoir-faire. Si la revente d'eau-de-vie en Écosse n'est licite que pour les barbiers et chirurgiens à partir de 1505, elle est parallèlement devenue une activité courante à la ferme où le surplus de grain est distillé.
Dès le début du XVIIe siècle, le parlement écossais tente de contrôler la consommation d'alcool qui pose un problème dans les Hébrides en interdisant l'importation de liqueurs du continent. Les lois passées en 1609, 1616 puis 1622 ont pour effet d'encourager la production locale. En 1644, une mauvaise récolte met en évidence un risque de pénurie en orge liés à l'expansion de la production du whisky. Une taxe est instaurée sur l'eau-de-vie, et l'activité de distillation légalement limitée. La fin du siècle marque les débuts de l'industrialisation de la production avec l'accroissement de la taille des alambics d'une taille artisanale (de 100 à 250 litres) à une production de masse.
L'acte d'Union qui rattache l'Écosse à l'Angleterre en 1707 impose l'homogénéisation des taxes entre les deux pays. C'est le coup d'envoi d'un essor de la contrebande et d'un affrontement entre les clandestins et les « Excisemen » chargés de collecter les taxes, affrontement qui va durer jusqu'au XIXe siècle. En 1713, l'instauration d'une taxe sur le malt provoque une révolte, affaiblit la consommation de bière locale (produite à base d'orge malté) et favorise la production domestique (non soumise à la taxe) de whisky. En 1756, une récolte catastrophique amène les autorités à interdire toute distillation sur le territoire écossais, portant un coup de plus à l'industrie légale qui fait faillite en masse (baisse de 90 % à 200 000 litres par an, le whisky « privé » représente alors dix fois plus). En 1777 à Édimbourg, on compte huit distilleries légales contre plus de 400 alambics. En 1781, afin d'enrayer le phénomène, la distillation domestique est interdite (elle était jusque-là tolérée sous réserve que le whisky produit soit réservé à l'usage personnel) et la dénonciation est récompensée par une prime. Les distillateurs clandestins profitèrent souvent de cette prime en révélant l'emplacement de leur ancien équipement vétuste afin de pouvoir s'en offrir un neuf.
Parallèlement, de grandes distilleries légales s'installent dans les Lowlands, produisant des alcools de mauvaise qualité à partir de céréales non maltées. La production est en très nette augmentation et la distillation structure l'activité économique de la région, exploitant le charbon des mines proches, nourrissant le bétail à partir du moult de production et inondant le marché britannique.
En 1784, le Wash Act cherche à simplifier le système de taxation afin de le rendre plus efficace. Les contrôles sur les distilleries officielles sont renforcés, la production est encouragée dans les Highlands par des taxes allégées sous réserve que la production ne soit pas exportée. De plus, une taille minimum des alambics est imposée. À l'approche de la révolution industrielle, la production clandestine s'intensifie encore dans les Highlands tandis que la qualité de ces whiskies est réputée supérieure à celle des Lowlands.
La distillation ne devient légale qu'avec l’Excise Act de 1823.
L'ouverture de nouvelles distilleries est assez rare aujourd'hui, ainsi de 2000 à 2012, seules sept distilleries de malt ont vu le jour : Glengyle à Campbeltown en mars 2004, Kilchoman sur l’île d’Islay et Glenburgie II dans le Speyside en juin 2005, Daftmill dans les Lowlands en décembre 2005, Ailsa Bay en septembre 2007, Abhainn Dearg sur l’île de Lewis en septembre 2008, et Roseisle en octobre 2010. Cependant deux ont ouvert en 2013 (Wolfburn et Strathearn dans les Highlands), et cinq en 2014 : Annandale, Ardnamurchan, Ballindalloch, Dalmunach et Kingsbarns.

## Les régions de production

Zones de production de whisky en Écosse.

On distingue cinq grandes régions qui produisent chacune des whiskies très reconnaissables :
- la vallée de la Spey (Speyside) au nord-est est la région de production la plus importante (exemples : Glenlivet, Glenfiddich) ;
- les Highlands au nord donnent des whiskys plus robustes et affirmés (exemple : Glenmorangie) ;
- les Lowlands au sud :
  - Auchentoshan,
  - Bladnoch,
  - Glenkinchie (Pencaitland - East Lothian),
  - Inverlen (Dumbarton - Strathclyde),
  - Ladyburn (Girvan - Ayrs),
  - Littlemill (Bowling - Dunbarton),
  - Rosebank (Falkirk - Stirling) ;
- les Îles offrent des whiskies typés :
  - l'île d'Islay (voir Islay whisky) compte huit distilleries en activité : Lagavulin, Ardbeg, Laphroaig, Bowmore, Caol Ila, Bunnahabhain, Bruichladdich, Kilchoman ; l’ancienne distillerie de Port Ellen a été transformée en malterie,
  - l'île de Jura compte une distillerie : Isle of Jura,
  - l'île de Skye compte une distillerie : Talisker,
  - l’île de Raasay, petit ilot à côté de Skye, compte désormais une distillerie coopérative,
  - l'île de Lewis et Harris compte maintenant une distillerie coopérative, qui vend sa production à partir de 2020,
  - l'île d'Arran compte une distillerie : Arran,
  - l'île de Mull compte une distillerie : Tobermory, qui produit aussi sous le nom de Ledaig,
  - les îles Orcades comptent deux distilleries : Highland Park et Scapa ;
- Campbeltown : parmi les trente-deux distilleries qui y ont existé, seules trois subsistent : Springbank, Glengyle et Glen Scotia.

La catégorie de scotch la plus courante est le blended whisky ou blend, qui est un assemblage d'au moins un « whisky de malt » (pour le goût) avec des « whiskies de grain » (pour le volume). Ils peuvent donc provenir des différentes régions citées ci-dessus. L'essentiel de la consommation mondiale est de ce type.

## Liste des distilleries écossaises par capacité de production
Ce tableau présente la liste des quatre-vingts plus grandes distilleries écossaises actives en 2019, à l'exception des distilleries qui ne fabriquent que des whiskies de grain. La production est exprimée en litres d'alcool pur produit.
| #  | Distillerie  | Production |
| -- | ------------ | ---------- |
| 1  | Glenlivet    | 21 000 000 |
| 2  | Macallan     | 15 000 000 |
| 3  | Glenfiddich  | 13 700 000 |
| 4  | Roseisle     | 12 500 000 |
| 5  | Ailsa Bay    | 12 000 000 |
| 6  | Glen Ord     | 11 000 000 |
| 7  | Teaninich    | 10 200 000 |
| 8  | Dalmunach    | 10 000 000 |
| 9  | Balvenie     | 7 000 000  |
| 10 | Caol Ila     | 6 500 000  |
| 11 | Glen Grant   | 6 200 000  |
| 12 | Glenmorangie | 6 200 000  |
| 13 | Dufftown     | 6 000 000  |
| 14 | Glen Keith   | 6 000 000  |
| 15 | Mannochmore  | 6 000 000  |
| 16 | Auchroisk    | 5 900 000  |
| 17 | Miltonduff   | 5 800 000  |
| 18 | Glen Moray   | 5 700 000  |
| 19 | Glenrothes   | 5 600 000  |
| 20 | Linkwood     | 5 600 000  |

| #  | Distillerie    | Production |
| -- | -------------- | ---------- |
| 21 | Ardmore        | 5 500 000  |
| 22 | Dailuaine      | 5 200 000  |
| 23 | Glendullan     | 5 000 000  |
| 24 | Loch Lomond    | 5 000 000  |
| 25 | Tomatin        | 5 000 000  |
| 26 | Clynelish      | 4 800 000  |
| 27 | Kininvie       | 4 800 000  |
| 28 | Tormore        | 4 800 000  |
| 29 | Longmorn       | 4 500 000  |
| 30 | Speyburn       | 4 500 000  |
| 31 | Dalmore        | 4 300 000  |
| 32 | Glenburgie     | 4 250 000  |
| 33 | Allt-á-Bhainne | 4 200 000  |
| 34 | Braeval        | 4 200 000  |
| 35 | Glentauchers   | 4 200 000  |
| 36 | Craigellachie  | 4 100 000  |
| 37 | Royal Brackla  | 4 100 000  |
| 38 | Glenallachie   | 4 000 000  |
| 39 | Tamdhu         | 4 000 000  |
| 40 | Tamnavulin     | 4 000 000  |

| #  | Distillerie  | Production |
| -- | ------------ | ---------- |
| 41 | Aberlour     | 3 800 000  |
| 42 | Mortlach     | 3 800 000  |
| 43 | Glenlossie   | 3 700 000  |
| 44 | Benrinnes    | 3 500 000  |
| 45 | Glenfarclas  | 3 500 000  |
| 46 | Aberfeldy    | 3 700 000  |
| 47 | Cardhu       | 3 400 000  |
| 48 | Macduff      | 3 400 000  |
| 49 | Laphroaig    | 3 300 000  |
| 50 | Talisker     | 3 300 000  |
| 51 | Tomintoul    | 3 300 000  |
| 52 | Aultmore     | 3 200 000  |
| 53 | Bunnahabhain | 3 200 000  |
| 54 | Fettercairn  | 3 200 000  |
| 55 | Inchgower    | 3 200 000  |
| 56 | Deanston     | 3 000 000  |
| 57 | Tullibardine | 3 000 000  |
| 58 | Balmenach    | 2 800 000  |
| 59 | BenRiach     | 2 800 000  |
| 60 | Blair Athol  | 2 800 000  |

| #  | Distillerie   | Production |
| -- | ------------- | ---------- |
| 61 | Glen Elgin    | 2 700 000  |
| 62 | Strathmill    | 2 600 000  |
| 63 | Lagavulin     | 2 530 000  |
| 64 | Glenkinchie   | 2 500 000  |
| 65 | Highland Park | 2 500 000  |
| 66 | Strathisla    | 2 450 000  |
| 67 | Ardbeg        | 2 400 000  |
| 68 | Isle of Jura  | 2 400 000  |
| 69 | Cragganmore   | 2 200 000  |
| 70 | Dalwhinnie    | 2 200 000  |
| 71 | Auchentoshan  | 2 000 000  |
| 72 | Ben Nevis     | 2 000 000  |
| 73 | The Borders   | 2 000 000  |
| 74 | Bowmore       | 2 000 000  |
| 75 | Knockdhu      | 2 000 000  |
| 76 | Balblair      | 1 800 000  |
| 77 | Old Pulteney  | 1 800 000  |
| 78 | Bruichladdich | 1 500 000  |
| 79 | Bladnoch      | 1 500 000  |
| 80 | Glendronach   | 1 400 000  |

Ce tableau présente la liste des distilleries écossaises actives en 2019 et qui ne distillent que du whisky de grain.
| Rang | Distillerie   | Production en litres d'alcool pur/an |
| ---- | ------------- | ------------------------------------ |
| 1    | Cameronbridge | 136 000 000                          |
| 2    | Girvan        | 115 000 000                          |
| 3    | North British | 73 000 000                           |
| 4    | Strathclyde   | 40 000 000                           |
| 5    | Invergordon   | 36 000 000                           |
| 6    | Starlaw       | 25 000 000                           |

## Économie
En 2011, les principaux pays consommateurs de scotch whisky sont, dans l'ordre :
- en volume : France, États-Unis, Royaume-Uni, Espagne, Singapour, Inde ;
- en valeur : États-Unis, France, Singapour, Espagne, Afrique du Sud (pas de données pour le Royaume-Uni).

En 2012, ils sont :
- en volume : France, États-Unis, Royaume-Uni, Singapour, Espagne, Inde ;
- en valeur : États-Unis, France, Singapour, Espagne, Allemagne (pas de données pour le Royaume-Uni).

En 2014, ils sont :
- en volume : France, États-Unis, Inde, Espagne, Brésil, Afrique du Sud ;
- en valeur : États-Unis, France, Taiwan, Singapour, Espagne (pas de données pour le Royaume-Uni).

Le secteur emploie directement près de 10 000 personnes en Écosse, et indirectement 35 000 emplois en dépendent dans l’ensemble du Royaume-Uni.